# جواو لويز (لاعب كرة قدم، مواليد 1971)
جواو لويز فيريرا بابتيستا هو لاعب كرة قدم برازيلي في مركز الدفاع، ولد في 23 يونيو 1971 في البرازيل. لعب مع نادي فاسكو دا غاما ونيويورك ريد بولز.

## وصلات خارجية
- جواو لويز فيريرا بابتيستا على موقع الدوري الأمريكي (الإنجليزية)
- جواو لويز فيريرا بابتيستا على موقع قاعدة بيانات كرة القدم.إي يو (الإنجليزية)